# Електромагнитно оръдие
Електромагнитно оръдие (на английски: Gauss gun, Coil gun, Gauss cannon) – е разновидност на електромагнитен линеен ускорител на феритен снаряд. Нарича се още гаусово оръдие на името на Карл Фридрих Гаус, който е поставил основите на математическата теория на електромагнетизма. Трябва да се има предвид, че този метод за ускорение може да се използва основно при любителски установки. По своя принцип на работа е подобен на линейните двигатели.

## Принцип на действия
Електромагнитното оръдие се състои от соленоид, вътре в който се намира направляваща тръба (изработена от диелектрик). В единия ѝ край се поставя снаряд изработен от феромагнетик. При протичане на електрически ток в соленоида възниква магнитно поле, което ускорява снаряда, като го привлича във вътрешността на соленоида.
За най-голям ефект импулсът на тока в соленоида трябва да бъде кратък и мощен. За получаването на такъв импулс се използва кондензатор с високо работно напрежение. Параметрите на ускорителните бобини, снаряда и кондензаторите трябва да са съгласувани по такъв начин, че при изстрела в момента на доближаване на снаряда до соленоида индукцията на магнитното поле е максимална, но при по-нататъшно приближаване на снаряда рязко намалява, иначе снаряда би останал в средата на соленоида при постоянен във времето ток.
Кинетична енергия на снаряда
{\displaystyle E={mv^{2} \over 2}}

{\displaystyle m} — маса на снаряда 

{\displaystyle v} — неговата скорост
Енергия, съхранена в кондензатора
{\displaystyle E={CU^{2} \over 2}}

{\displaystyle U} — напряжение на кондензатора
{\displaystyle C} — капацитет на кондензатора
Време за разреждането на кондензаторите
Това е времето, за което кондензатора напълно се разрежда:

{\displaystyle T={\pi {\sqrt {LC}} \over 2}}

{\displaystyle L} — индуктивност 

{\displaystyle C} — капацитет
Време за работа на соленоида
{\displaystyle T=\pi {\sqrt {LC}}}

{\displaystyle L} — индуктивност 

{\displaystyle C} — капацитет
Трябва да се има предвид, че двете последни формули не могат да се използват за пресмятане, защото при движението на снаряда в бобината, нейната индуктивност се променя.